# Marxa sobre Roma

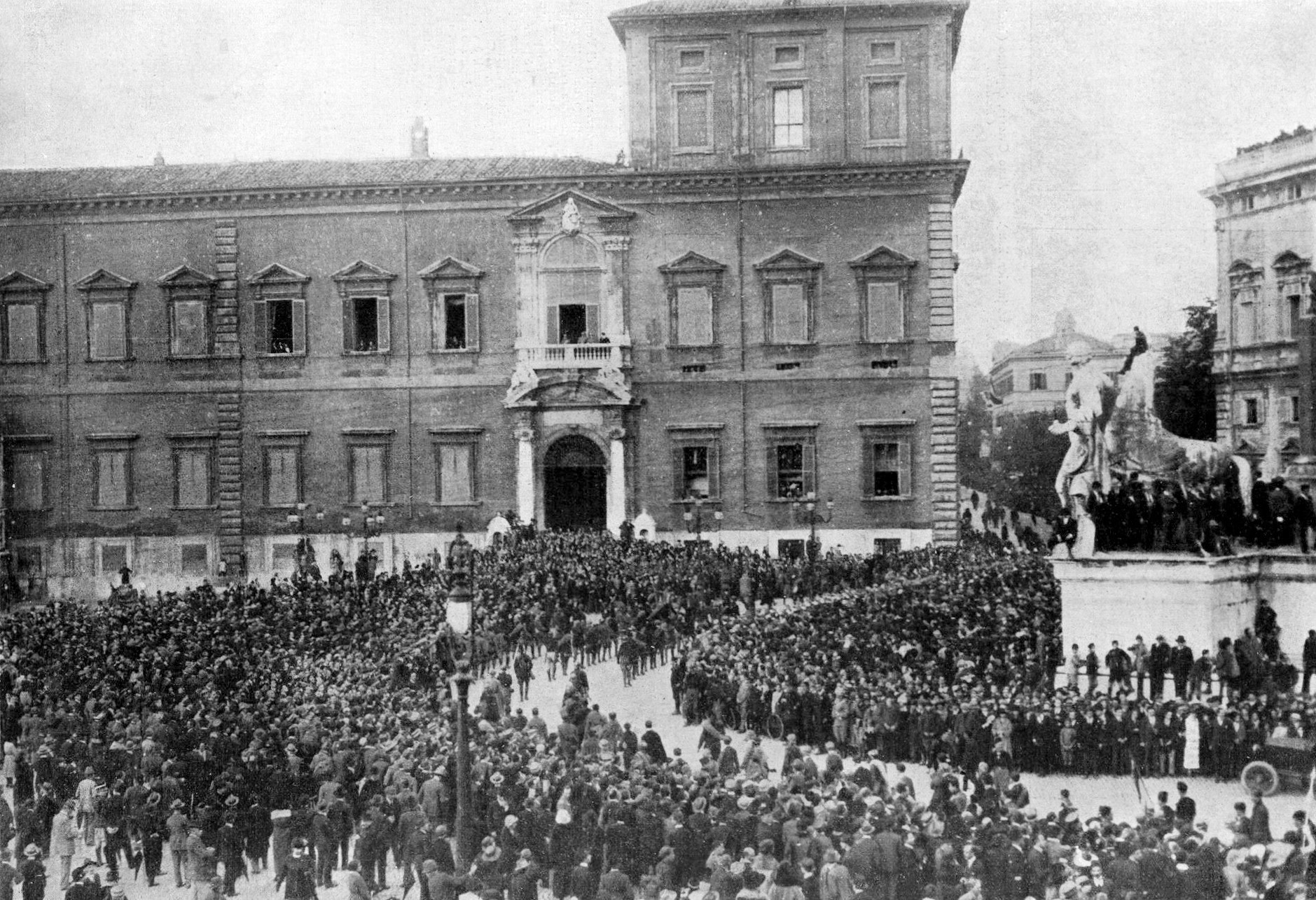
Desfilada feixista pel Quirinal

La Marxa sobre Roma va ser el nom donat a l'acte pel qual Benito Mussolini i el Partit Nacional Feixista van arribar a prendre el poder a Itàlia l'octubre de 1922. La marxa sobre Roma va ser una manifestació armada subversiva organitzada amb l'objectiu de fer un cop d'estat per afavorir l'ascens de Benito Mussolini al capdavant del govern a Itàlia. El 28 d'octubre de 1922, milers de feixistes es van dirigir a la capital amenaçant amb violència la presa del poder. L'esdeveniment va acabar el 30 d'octubre, quan el rei Vittorio Emanuele III va encarregar a Mussolini la formació d'un nou govern.
La Marxa sobre Roma va ser presentada els anys següents com el pròleg de la "revolució feixista" i el seu aniversari es va convertir en el referent per comptar els anys segons l'època feixista.

## Context històric
Des de 1919, Benito Mussolini havia desenvolupat el moviment feixista incrementant la violència del seu discurs contra els socialistes i comunistes, així com encoratjant una exaltació de la violència com a arma política i una dura oposició al liberalisme i a la democràcia. Els seus militants havien estat organitzats com a «escamots d'acció» o squadristi, encarregats d'atacar i acovardir els seus opositors en espais públics de tota Itàlia, recorrent a la violència més extrema possible.
Els apedregaments, les baralles de carrer i els incendis que protagonitzaven els feixistes els van convertir en un moviment marginal dins de la política italiana, encara que força temut per raó de les seves idees populistes que seduïen exsoldats i obrers descontents després de la Primera Guerra Mundial. Mentre la violència feixista augmentava al país, Mussolini aconseguia un escó al parlament italià a les eleccions del 1921. Inicialment, l'elit conservadora d'Itàlia acceptava el feixisme com un «mal menor» davant el perill d'un govern socialista o comunista; no obstant això, al llarg del 1922, va ser evident que Mussolini i els seus militants tenien projectes que amenaçaven el propi parlamentarisme que era el sistema polític italià, vigent des dels dies de la unificació italiana.
Tement que els exaltats feixistes causessin una guerra civil, el govern de Luigi Facta va buscar el suport de l'escriptor ultranacionalista Gabriele D'Annunzio per encapçalar una manifestació patriòtica el 4 de novembre de 1922 que festegés el triomf italià a la Gran Guerra, la qual cosa va motivar a Mussolini per actuar ràpidament per tal de no ser eclipsat per D'Annunzio.

## Desenvolupament
El 24 d'octubre de 1922, els líders feixistes del partit van planejar una insurrecció per a aquest mateix 28 d'octubre consistint en una marxa a Roma per les esquadrilles armades feixistes conegudes com a camises negres i la captura de llocs estratègics al llarg del país. Esperant a Milà el resultat dels esdeveniments, Mussolini va deixar el treball de l'organització als seus subordinats.
El mateix 24 d'octubre, Mussolini va declarar davant 60.000 militants en una manifestació feixista a Nàpols: "El nostre programa és senzill: volem governar Itàlia". L'endemà, els Quadrumvirs Emilio De Bono, Italo Balbo, Michele Bianchi i Cesare Maria de Vecchi, van ser nomenats per Mussolini al capdavant de la marxa, mentre ell aniria a Milà. No va participar en la marxa, tot i que va permetre que se li fessin fotos marxant juntament amb els feixistes, i va marxar a Roma l'endemà. Els generals Gustavo Fara i Sante Ceccherini van assistir als preparatius de la Marxa del 18 d'octubre. Altres organitzadors de la marxa van ser el marquès Dino Perrone Compagni i Ulisse Igliori.
El 26 d'octubre, l'antic primer ministre Antonio Salandra va advertir a l'aleshores primer ministre, Luigi Facta, que Mussolini demanava la seva dimissió i que es disposava a marxar cap a Roma. Tanmateix, Facta no es va creure en Salandra i va pensar que Mussolini només es convertiria en ministre del seu govern. Per fer front a l'amenaça que suposaven les bandes de tropes feixistes que ara s'apleguen fora de Roma, Luigi Facta (que havia dimitit però continuava mantenint el poder) va ordenar l'estat de setge a Roma. Després d'haver mantingut converses prèvies amb el Rei sobre la repressió de la violència feixista, estava segur que el Rei hi estaria d'acord. No obstant això, el rei Víctor Manuel III es va negar a signar l'ordre militar. El 29 d'octubre, el rei va lliurar el poder a Mussolini, que comptava amb el suport dels militars, la classe empresarial i l'ala dreta.

La marxa en si estava formada per menys de 30.000 homes, però el rei en part temia una guerra civil ja que els squadristi ja havien pres el control de la plana del Po i de la major part del país, mentre que el feixisme ja no era vist com una amenaça per a l'establishment. A Mussolini se li va demanar que formés el seu gabinet el 29 d'octubre de 1922, mentre uns 25.000 camises negres desfilaven per Roma. Mussolini va assolir així legalment el poder, d'acord amb el Statuto Albertino, la Constitució italiana. La Marxa sobre Roma no va ser la presa de poder que va celebrar després el feixisme, sinó la força precipitant d'un traspàs de poder en el marc de la constitució. Aquesta transició va ser possible gràcies a la rendició dels poders públics davant la intimidació feixista. Molts líders empresarials i financers creien que seria possible manipular Mussolini, els primers discursos i polítiques del qual posaven èmfasi en l'economia del lliure mercat i del laissez faire. Viatjant des de Milà amb tren, Mussolini va formar govern a Roma el dia 30 d'octubre, i prop de 25.000 camises negres van ser transportats a la ciutat, on van marxar en una triomfant desfilada cerimonial el 31 d'octubre.

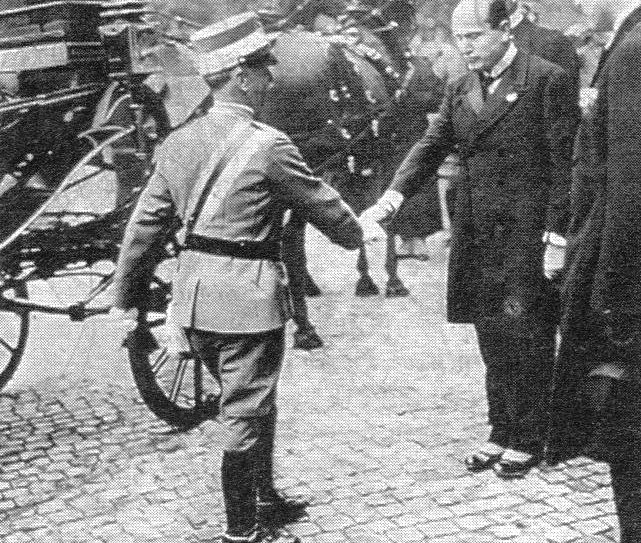
Trobada entre Víctor Manuel III i Benito Mussolini després de la marxa (1922)

Després de la Marxa sobre Roma, Mussolini va fingir estar disposat a ocupar un ministeri menor en un gabinet Giolitti o Salandra, però després va exigir la presidència del Consell de Ministres. Tement un conflicte amb els feixistes, la classe dirigent va lliurar així el poder a Mussolini, que va instal·lar la dictadura després de l'assassinat el 10 de juny de 1924 de Giacomo Matteotti, que havia acabat d'escriure un llibre sobre la dominació feixista.
La visió dels empresaris sobre el laissez faire de Mussolini va resultar massa optimista, ja que la Gran Depressió va colpejar Itàlia juntament amb la resta del món el 1929, i Mussolini hi va respondre augmentant el paper de l'estat en l'economia per evitar una crisi bancària. El 1934, s'havia creat l'Istituto per la Ricostruzione Industriale (Institut per a la Reconstrucció Industrial) per rescatar, reestructurar i finançar bancs i empreses privades que van fer fallida durant la Gran Depressió, i el 1937 aquest Institut s'havia convertit en un accionista important de la indústria italiana, controlant tot el capital del sector de l'acer militar, el 40% de l'acer no militar i el 30% de la indústria elèctrica.

## Llegat
El 28 d'octubre és un dia assenyalat pel feixisme italià. La marxa sobre Roma no representa un punt d'inflexió crucial per al règim italià i per a l'evolució del pensament polític de Mussolini, ja que el règim feixista no es va establir realment fins després dels anys 1924 i 1925. Aquest esdeveniment té, doncs, sobretot un simbòlic en la presa del poder dels feixistes. És precisament aquest simbolisme el que el règim feixista planteja aleshores per conferir a la marxa cap a Roma una dimensió mítica i fins i tot fundacional de la dictadura feixista. Per tant, la propaganda feixista es va apoderar ràpidament d'aquest esdeveniment i en el primer aniversari de la presa del poder per part dels feixistes, el PNF va decidir donar-li la condició de festa nacional. Així l'any 1923 es va organitzar una nova marxa sobre Roma, espectacularment escenificada i molt més disciplinada, per tal de reviure la memòria de la marxa original tot glorificant-la; l'objectiu és transformar-lo en un mite que consagra i legitima el règim feixista. A partir de 1927, el 29 d'octubre fins i tot va esdevenir l'inici de cada nou any, transformant així el calendari italià en un símbol de la dictadura feixista.

### Mostra della Rivoluzione Fascista
Una de les commemoracions més exaltants d'aquesta "revolució feixista", però, continua sent l'exposició de la Mostra della Rivoluzione Fascista de 1932. Celebra el desè aniversari de la marxa sobre Roma. El recorregut està dividit en 19 sales, cadascuna d'elles representa un any entre el 1915 i el 1932. L'objectiu és, òbviament, glorificar l'esdeveniment, i especialment aquells que han estat anomenats els “màrtirs del feixisme”. Christian Delporte i Annie Duprat assenyalen que "si la insurrecció es va magnificar, la violència feixista es va mantenir a ratlla amb aquesta construcció commemorativa". A la primera sala dedicada a la marxa sobre Roma, “s'exposaven metralladores ocupant una funció, clarament especificada al catàleg, ara purament decorativa. D'altra banda, el sacrifici feixista va ser exaltat en la posada en escena essencialment religiosa”. Aquesta exposició va ser tot un èxit, ja que es va allargar durant dos anys i va acollir gairebé quatre milions de visitants. Altres exposicions van tenir lloc els anys 1937, 1939 i 1942, però sense tenir el mateix èxit.

### Medalla commemorativa
L'any 1923 es va instituir una medalla commemorativa de la Marxa sobre Roma i es va encarregar a les federacions provincials de la PNF l'encàrrec d'elaborar una llista oficial dels camises negres que hi participaren. Es van atorgar 5 en or (Mussolini i quadrumviri), 19 en plata (comandants de les columnes) i medalles de bronze a tots els participants.
Quadrumviri
- Italo Balbo
- Michele Bianchi
- Emilio De Bono
- Cesare Maria De Vecchi

Participants destacats
- Giacomo Acerbo
- Giuseppe Bottai
- Giuseppe Mastromattei
- Piero Brandimarte
- Ather Capelli
- Gino Cervi
- Ines Donati
- Roberto Farinacci
- Cesare Forni
- Igino Ghisellini
- Francesco Giunta
- Giovanni Giuriati
- Ulisse Igliori
- Alessandro Lessona
- Serafino Mazzolini
- Ettore Muti
- Aurelio Padovani
- Alessandro Pavolini
- Cesare Rossi
- Carlo Scorza
- Marcello Serrazanetti
- Bruno Spampanato
- Achille Starace
- Carlo Tiengo
- Harukichi Shimoi
- Attilio Teruzzi

Participants que es van unir a l'antifeixisme
- Aldo Finzi
- Luigi Capello

### Marxes commemoratives
Encara avui hi ha qui segueix fent referència a la marxa sobre Roma. Un article de la Tribune de Genève, titulat "Els nostàlgics del Duce celebren la marxa a Roma", revela així que l'octubre de 2012 uns 1.000 manifestants van decidir celebrar el 90è aniversari de la Marxa desfilant per la localitat de Predappio. Actualment, es realitzen anualment marxes feixistes a llocs com Predappio, la vila de naixement de Mussolini.

### Cinema i televisió
Sense que sigui una exaltació de l'esdeveniment (al contrari), la comèdia italiana The March on Rome, produïda l'any 1962 per Dino Risi, relata els fets a través de les aventures de dues camises negres.
- Vecchia guardia (1934) és una pel·lícula de propaganda dirigida per Alessandro Blasetti.
- Redenzione (1943) és una pel·lícula de propaganda dirigida per Marcello Albani.
- Dopoguerra 1920 és una escena de la pel·lícula Amori di mezzo secolo (1954); dirigida per Mario Chiari i interpretada per Alberto Sordi.
- Cronache del '22 (1961) és una pel·lícula per capítols amb referències a la marxa sobre Roma.
- La marcia su Roma (1962) dirigit per Dino Risi i interpretat per Vittorio Gassman i Ugo Tognazzi.
- Tecnica di un colpo di Stato: la marcia su Roma (1978) és una minisèrie de televisió de quatre parts dirigida per Silvio Maestranzi emesa per TV2 entre 1978 i 1979.[21]